# この声が届いたら
「この声が届いたら」（このこえがとどいたら）は、日本の音楽ユニット、eufoniusの9作目のシングル。2009年3月18日にティームエンタテインメントから発売された。

## 概要
- 「この声が届いたら」は18禁恋愛アドベンチャーゲーム『Canvas3 〜白銀のポートレート〜』主題歌である。
- 「星のパルス」は同ゲームのエンディング主題歌である。CD発売前の2009年2月21日に、愛知県名古屋市東区の東海中学校・高等学校で行われたサタデープログラムにおいて公開された。
- 歌詞カードにはメンバー2人のコメントが掲載されている。
- ジャケットには、朝里里奈のイラストが描かれている。

## 収録曲
（全作詞：riya、作曲・編曲：菊地創）
1. この声が届いたら [4:35]
2. 星のパルス [4:37]
3. この声が届いたら（instrumental）
4. 星のパルス（instrumental）

## 参加ミュージシャン
- Guitar - 高山一也（#1・2）
- Synth Bass - 菊地創（#1）
- Piano - ただすけ（#1）
- Violin - 西川八重（#1）